# Trachycarpus
Trachycarpus H. Wendl., 1861 è un genere di palme della sottofamiglia Coryphoideae (tribù Trachycarpeae) native dell'Asia, dall'Himalaya alla Cina orientale.

## Descrizione
Si tratta di palme a ventaglio con le foglie con un picciolo senza spine terminante in un ventaglio arrotondato di numerose foglioline. Il basamento delle foglie produce fibre persistenti che spesso dà al tronco una caratteristica apparenza pelosa.
Tutte le specie sono dioiche, con fiori maschili e femminili portati su piante differenti, sebbene la pianta femminile possa talvolta produrre fiori maschili, permettendo così un'occasionale auto-impollinazione.

## Tassonomia
Il genere comprende le seguenti specie:
- Trachycarpus fortunei (Hook.) H.Wendl.
- Trachycarpus geminisectus Spanner & al.
- Trachycarpus latisectus Spanner, Noltie & Gibbons
- Trachycarpus martianus (Wall. ex Mart.) H.Wendl.
- Trachycarpus nanus Becc.
- Trachycarpus oreophilus Gibbons & Spanner
- Trachycarpus princeps Gibbons, Spanner & San Y.Chen
- Trachycarpus ravenii Aver. & K.S.Nguyen
- Trachycarpus takil Becc.
- Trachycarpus ukhrulensis M.Lorek & K.C.Pradhan

## Usi
Questo genere è molto popolare presso gli appassionati di palme per la sua capacità di resistenza al freddo e l'adattabilità a climi con estati fresche. Le palme possono tollerare la neve e il gelo nei loro ambienti nativi e sono le palme più rustiche tra quelle dotate di un tronco.
La specie più comune è Trachycarpus fortunei, che è la palma più resistente al freddo, potendo tollerare anche per brevi periodi, temperature inferiori a -20 °C: è stata coltivata con successo nella Scozia, in Norvegia occidentale e addirittura nella penisola dell'Alaska. È ampiamente coltivata in Gran Bretagna e Irlanda, lungo la costa atlantica della Francia, nella Svizzera meridionale e sulla costa pacifica dell'America settentrionale. In Italia è coltivata ovunque, anche in pianura padana.
Le fibre del tronco prodotte dalle guaine fogliari di Trachycarpus sono raccolte in Cina e altrove e sono usate per fabbricare corde molto robuste anche se rozze, scope e spazzole. Le guaine sono usate anche per rivestire i tronchi delle palme artificiali.